# Earl (Carolina del Nord)
Earl è un comune degli Stati Uniti d'America, situato in Carolina del Nord, nella contea di Cleveland.